# Tailândia nos Jogos Olímpicos de Verão de 1964
A Tailândia competiu nos Jogos Olímpicos de Verão de 1964, realizados em Tóquio, Japão.